# Emanuel Konstanty Imiela
Emanuel Konstanty Imiela, ps. „Karol Dym” (ur. 10 marca 1888 w Lipinach, zm. 25 kwietnia 1953 w Stalinogrodzie) – górnośląski pisarz, urzędnik państwowy, działacz oświatowy i plebiscytowy.

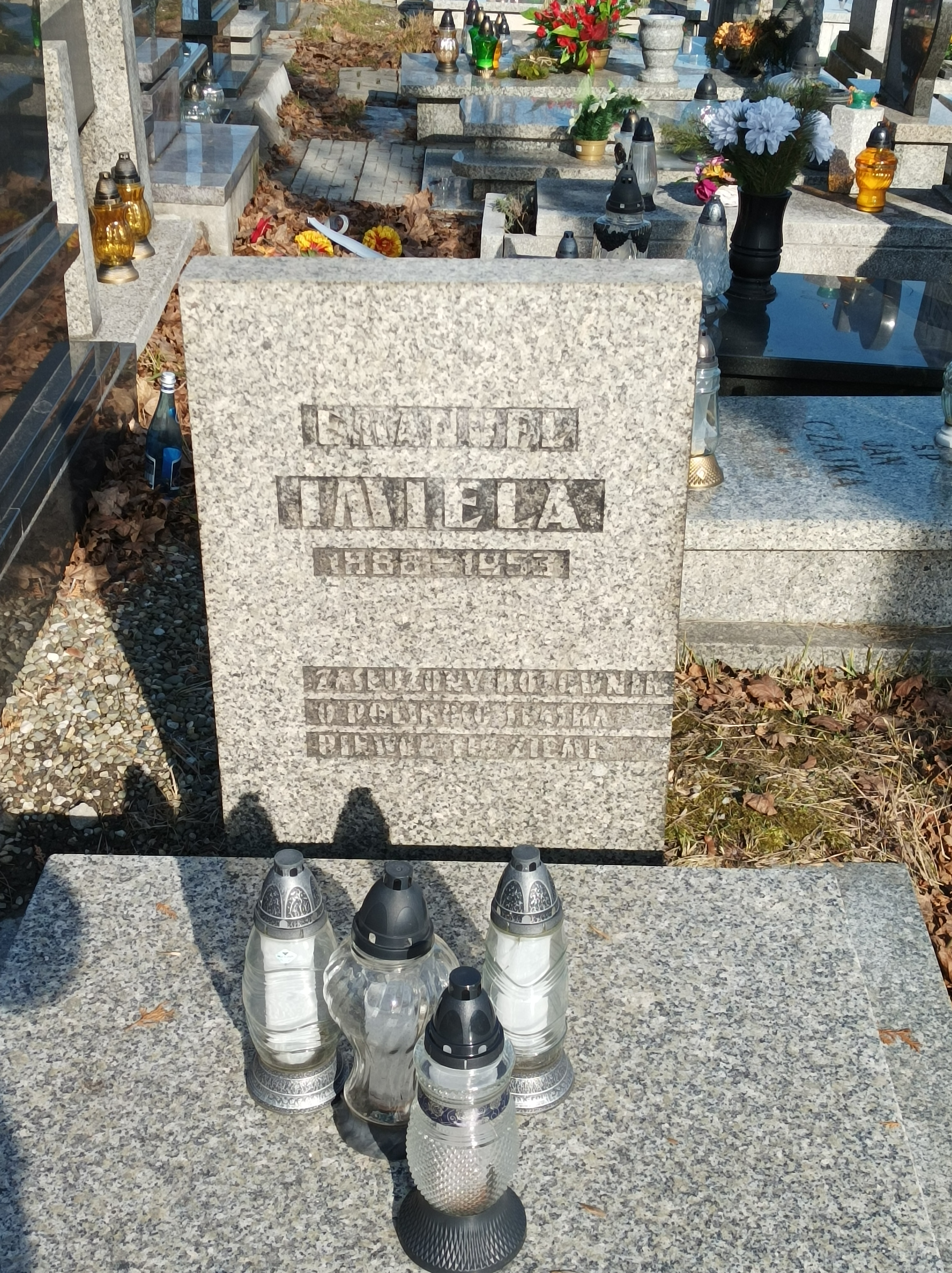
Grób Emanuela Imieli na cmentarzu przy ul. Sienkiewicza w Katowicach

## Życiorys
Urodził się w robotniczej rodzinie Józefa i Teresy z Cieślików, we wsi Lipiny, która w wyniku urbanizacji stała się obecną dzielnicą Świętochłowic. W latach 1902–1906 uczęszczał do francuskiego gimnazjum się w Lucernie w Szwajcarii. W 1906 po śmierci ojca wrócił do kraju i podjął pracę we „Friedenshütte” (huta Pokój) w Nowym Bytomiu. W 1907 wyjechał do Krakowa i tam wstąpił do nowicjatu oo. pijarów. Jednak już rok później, bo w 1909, opuścił zakon. W 1912 zdał maturę. W latach 1912–1914 studiował romanistykę i germanistykę na Uniwersytecie Jagiellońskim.
Wybuch I wojny światowej zastał go na Podolu, gdzie podczas ferii pracował jako nauczyciel prywatny. Został internowany i wysłany do Tambowa, gdzie przebywał do 1918. W 1917 wydał pracę Śląsk Pruski, zawierającą informacje o przeszłości Górnego Śląska i aktualną problematykę społeczno-gospodarczą. W lipcu 1917 został członkiem Rady Polskiej Zjednoczenia Międzypartyjnego w Moskwie.
W grudniu 1918 wrócił na Górny Śląsk, by organizować rady ludowe w rejencji opolskiej. Po upadku I powstania śląskiego opuścił Górny Śląsk i wyjechał do Poznania, gdzie kontynuował studia. W listopadzie 1919 wrócił jednak na Górny Śląsk, gdzie organizował Związek Nauczycieli Górnoślązaków. W 1920 wrócił do Świętochłowic, gdzie z polecenia Wojciecha Korfantego organizował polskie szkoły i seminaria nauczycielskie. W okresie powstań tworzył patriotyczne wiersze. Krytycy zwracali uwagę, że Imiela jest bowiem dla Górnego Śląska tem samem, czem ks. Grim dla Cieszyńskiego.
Od 1922 pracował w administracji szkolnej w Katowicach jako pracownik Wydziału Oświecenia Publicznego w Urzędzie Wojewódzkim Śląskim, gdzie w 1938 przeszedł na emeryturę. Angażował się również działalność kulturalną; w latach 1922–1931 był prezesem Związku Kół Śpiewaczych, członkiem rady miasta Katowic, komitetu organizacyjnego Śląskiego Towarzystwa Literackiego, wiceprezesem Związku Artystyczno-Literackiego na Górnym Śląsku i innych. W 1939 zastał go tam wybuch II wojny światowej. W czasie okupacji odmówił podpisania volkslisty, a także  prowadził tajne nauczanie. Działał także społecznie i kontynuował pracę literacką.
Po wojnie, wrócił do pracy pedagogicznej i literackiej. Od 1946 był członkiem Związku Literatów Polskich. W latach 1945–1952 pracował jako nauczyciel.

## Ordery i odznaczenia
- Złoty Krzyż Zasługi (24 kwietnia 1946)[5]
- Srebrny Krzyż Zasługi (11 stycznia 1928)[6]
- Srebrny Wawrzyn Akademicki (5 listopada 1935)[7]

## Ważniejsze utwory
- „Śląsk Pruski” (1917)
- „Hymn powstańczy” (1919)
- „Górnośląski bajki i satyry” (1922)
- „Stara wieża” (1931)
- „Zaklęta Królewna” (1934)
- „Tajemnica Twardonia” (1936)
- „Klara” (1951)